# 폭스바겐 CC

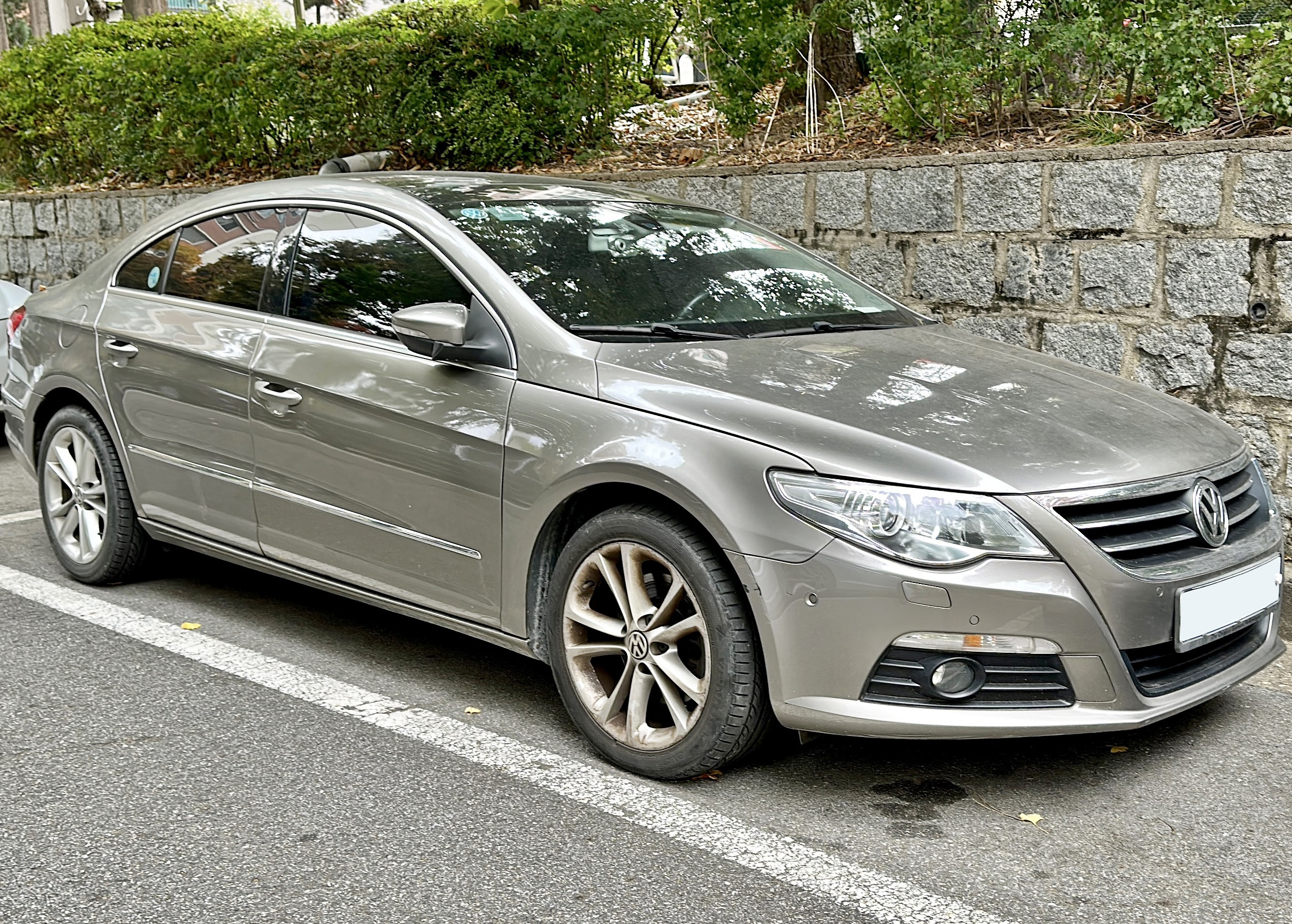
폭스바겐 CC(전기형) 정측면

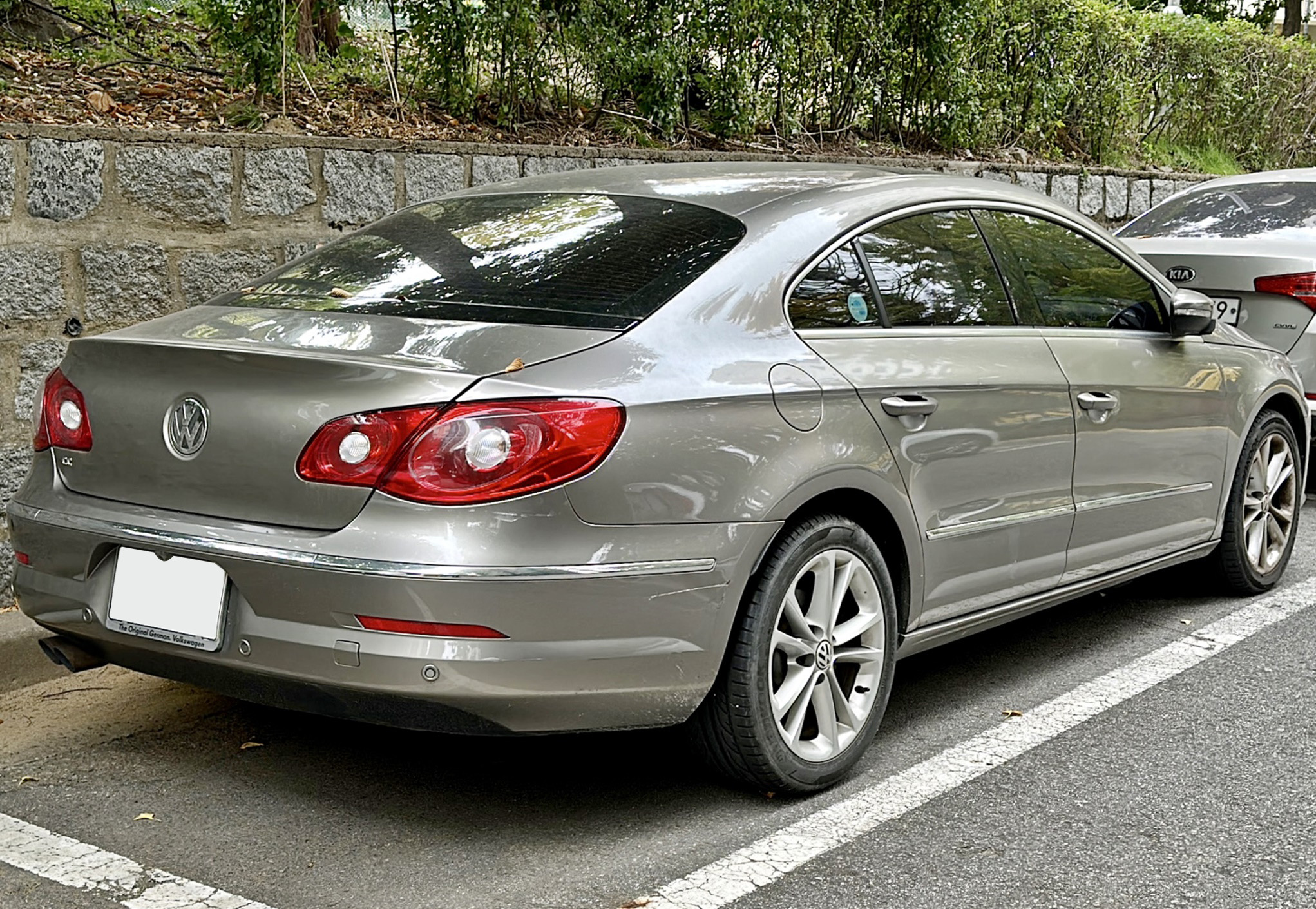
폭스바겐 CC(전기형) 후측면

폭스바겐 CC(Volkswagen CC)는 독일의 자동차 메이커인 폭스바겐의 차종으로, 차명인 CC는 Comfort Coupe를 의미한다. CC는 6세대 파사트의 플랫폼을 활용해 4도어 쿠페이자 고급 중형차로 재탄생되어 스포티한 바디 라인이 돋보인다. 북아메리카 시장에서 페이톤을 판매하지 않기 때문에, 미국과 캐나다에 판매하는 폭스바겐의 승용차 라인업 중에서는 최상급 차종이다. 2008년에 발표되어 유럽과 미국, 캐나다, 일본 등에서 판매가 개시되었다. 2009년 2월 1일부터 대한민국, 미국, 캐나다 등의 국가에서는 파사트와 별개의 차종이라는 것을 강조하기 위해 CC라는 차명으로 판매했으며, 그 외의 국가에서는 파사트 CC라는 차명으로 판매되었다. 하지만 2011년 9월 7일에 페이스 리프트를 감행함과 동시에 세계적으로 차명을 CC로 통일했다. 대한민국에서는 페이스 리프트를 거쳐 뒤에 긴 번호판을 달 수 있게 개선되었다. 2017년 6월에 대체 차종이자 윗급인 아테온이 출시되어 단종되었다.

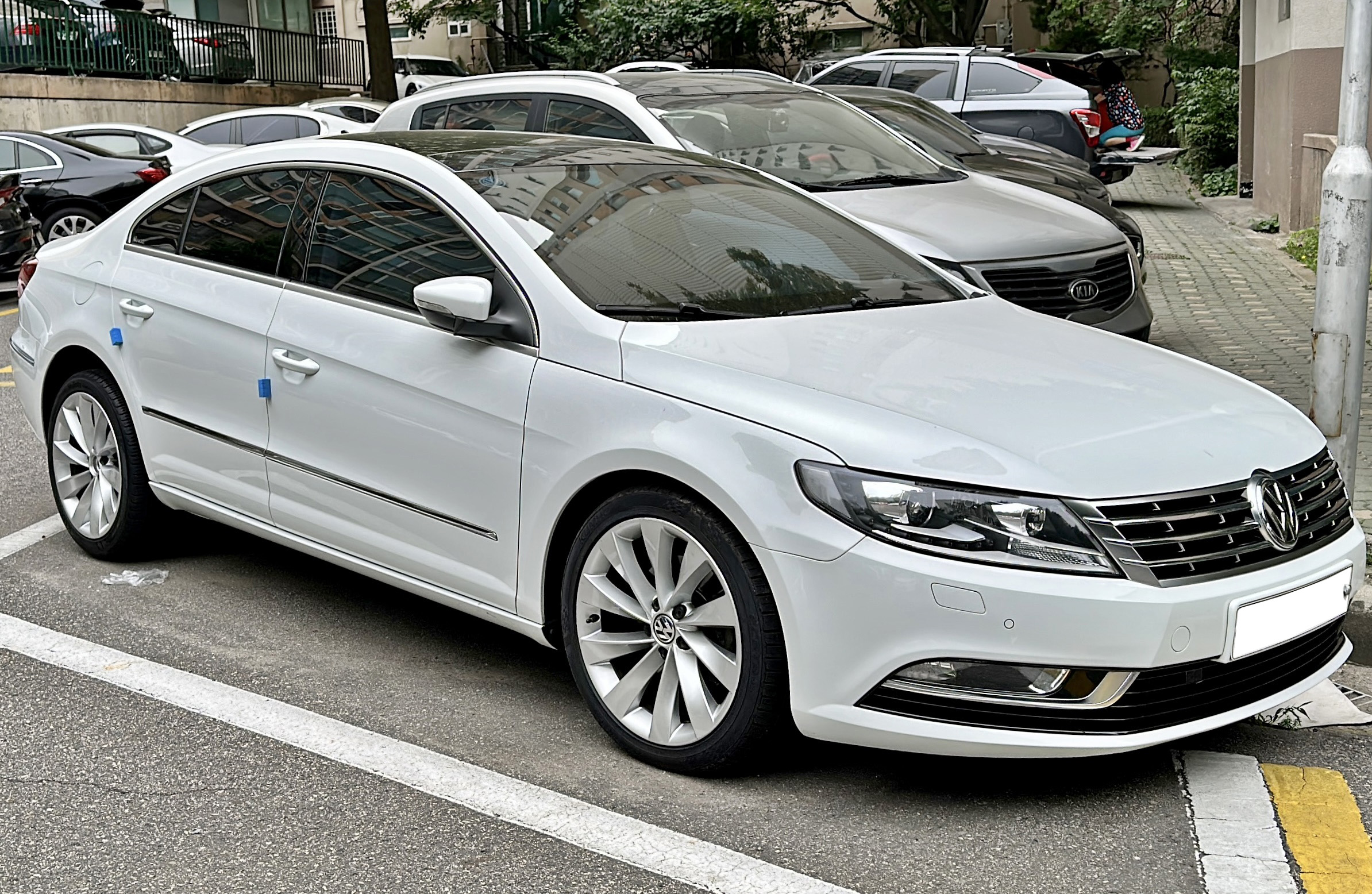
폭스바겐 CC(후기형) 정측면
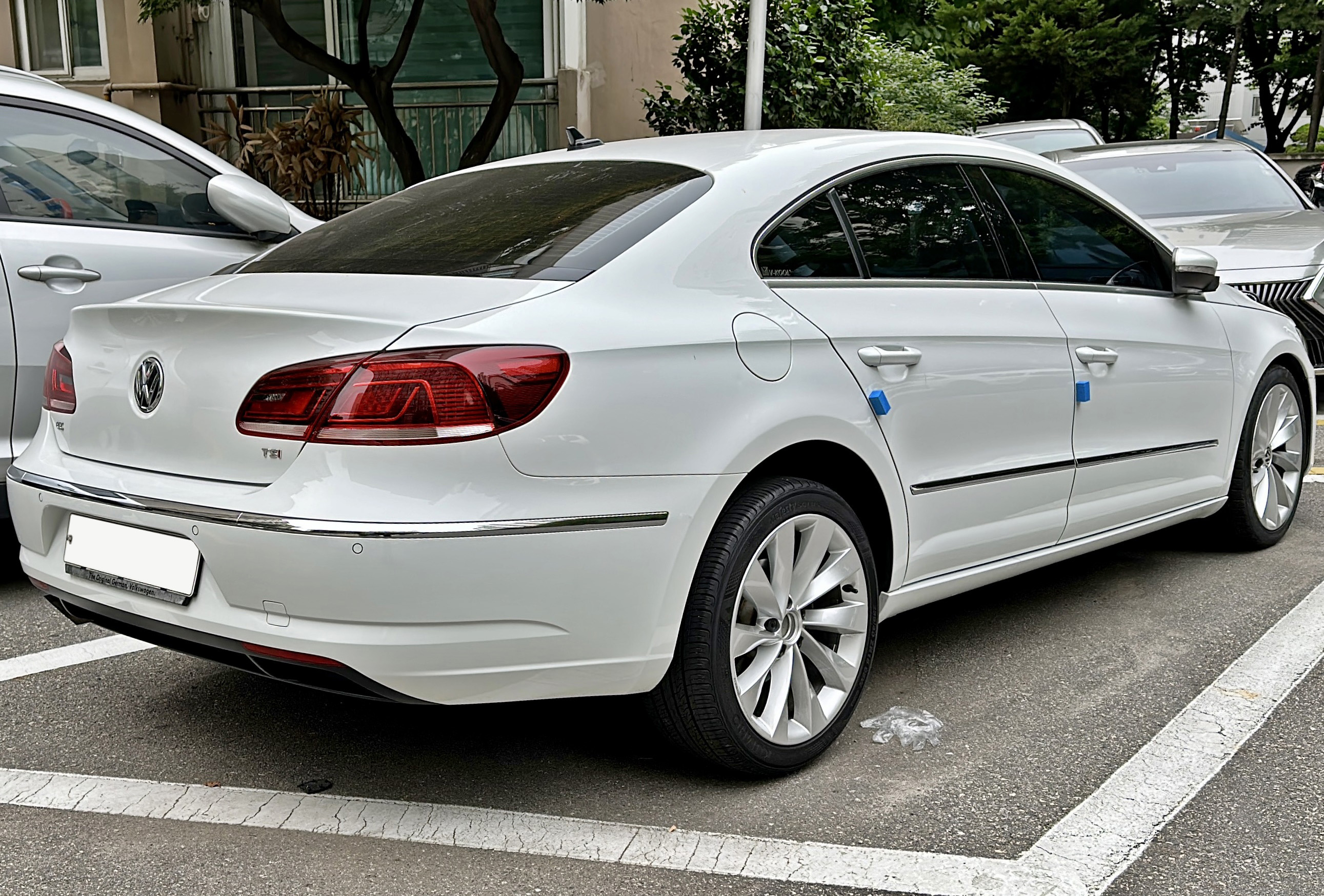
폭스바겐 CC(후기형) 후측면

## 경쟁 차종
- 현대자동차 - 그랜저, 아슬란
- 기아자동차 - K7
- 쉐보레 - 임팔라
- 르노삼성자동차 - SM7
- 토요타 - 크라운, 아발론
- 닛산 - 맥시마
- 포드 모터 컴퍼니 - 토러스
- 혼다 - 어코드